# バッファロー・バイユー

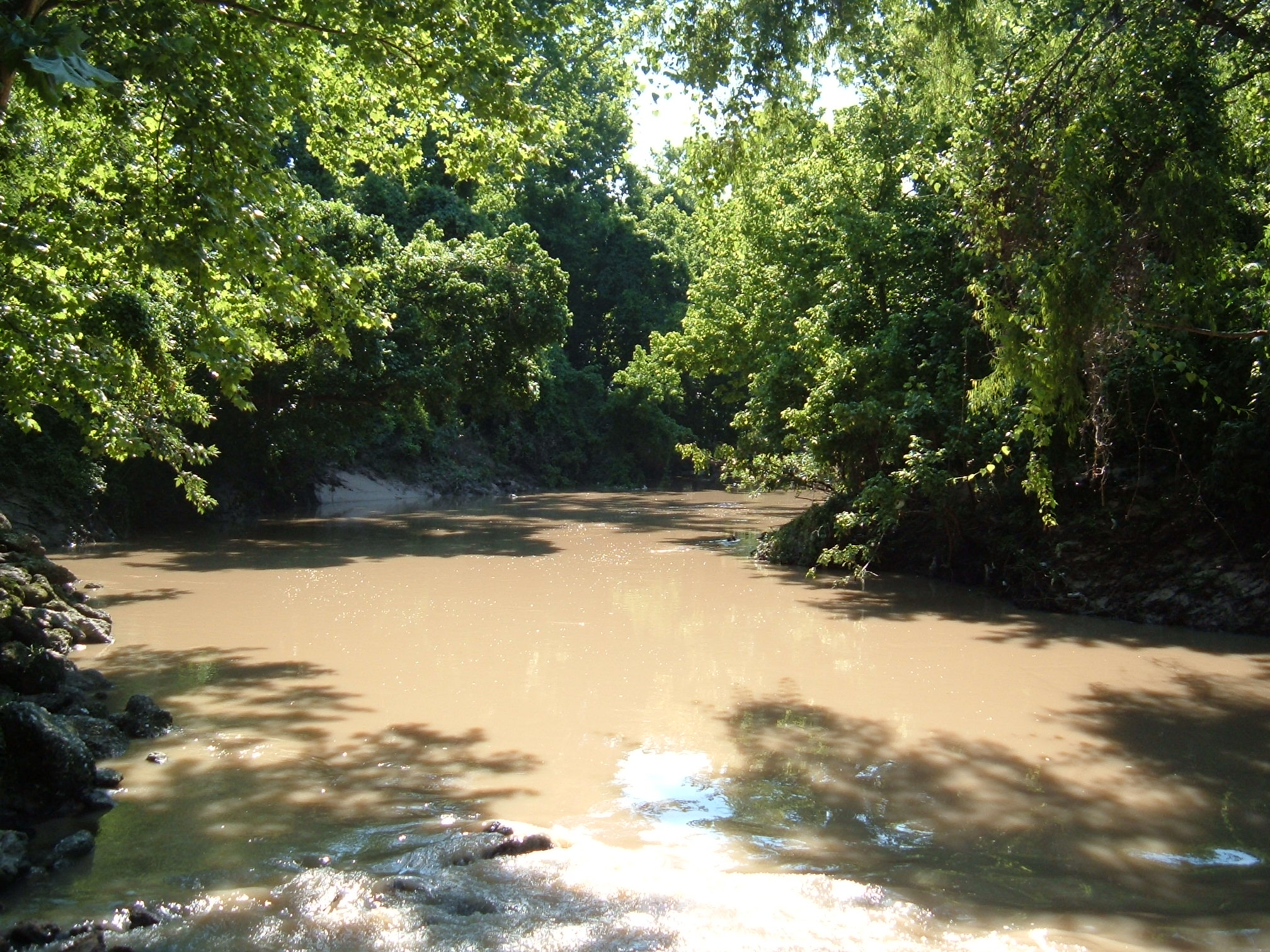
バッファロー・バイユー

バッファロー・バイユー（Buffalo Bayou）は、アメリカ合衆国テキサス州南東部、ハリス郡を流れるバイユー。ヒューストン西郊のケイティ市に水源を発し、ヒューストンのダウンタウン、ヒューストン港のヒューストン・シップ・チャネルへと流れる。ヒューストン・シップ・チャネルからはガルベストン湾を通り、メキシコ湾に注ぐ。長さは約85km、流域面積は約270km²。バッファロー・バイユーには何本かの支流がある。本流と支流のほとんどはヒューストン市域を通っている。このバッファロー・バイユーと支流の存在から、ヒューストンは「バイユー・シティ」と呼ばれている。支流の1つであるホワイト・オーク・バイユーとバッファロー・バイユーの本流の合流点は、ヒューストンの創設者であるアレン兄弟が降り立った地であることから、アレンズ・ランディング（Allen's Landing）と呼ばれている。このバイユーの河岸には大小の公園が整備されており、市民の憩いの場ともなっている。

## 流路

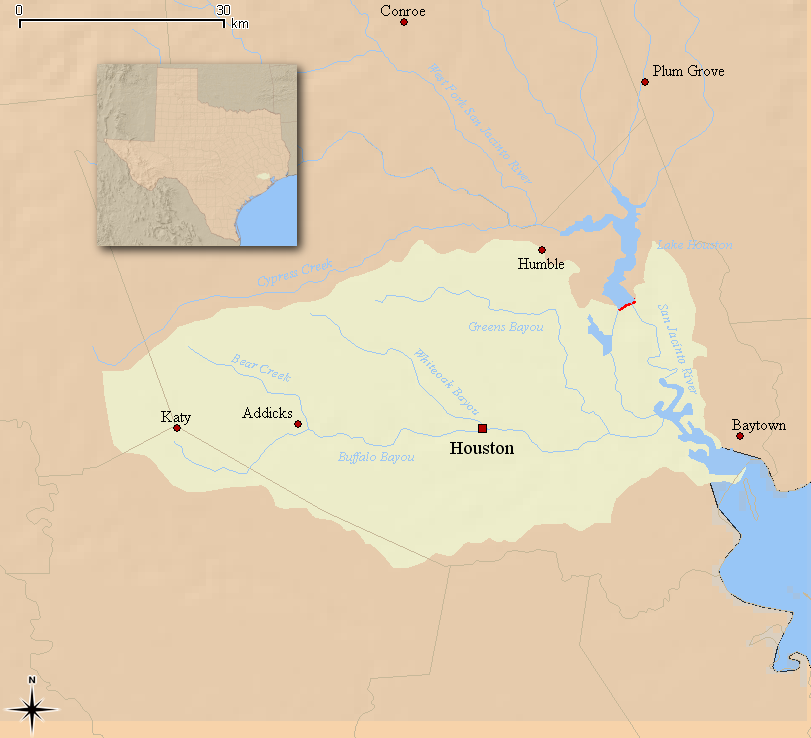
バッファロー・バイユーの流路と流域

ケイティに源を発したバッファロー・バイユーは、上流域でアディックス湖、およびバーカー湖という2つの人造湖にその水を蓄えられる。これらの人造湖の主な目的はヒューストンに流れ込むバッファロー・バイユーの水量の調整である。ヒューストンは洪水に見舞われやすいため、雨量の多いときにはこれらのダムで水をせき止め、ヒューストンの町に大量の水が流れ込まないようにする。一方、レガッタの大会などのイベントの時には、ダムから水を放流し、十分な水量を保てるようにする。
これらのダムから先はテキサス州道6号線の下を東に流れている。また、バーカー湖から先、ヒューストンの第2環状線であるテキサス州道環状8号線までは、バイユーの両岸にテリー・ハーシー公園が整備されている。このエリアでは、バイユーで泳ぐ人こそいないものの、ジョギング、サイクリング、釣りをする人がよく見られる。
州道環状8号線からヒューストンの第1環状線、州間高速道路I-610までの間は、バイユーの両岸は私有地が多く、そのため一般市民が河岸に近づける箇所はほとんどない。この区間においてバッファロー・バイユーが流れる地区はメモリアル・ビレッジと呼ばれている。また、この区間においては、バイユーはヒューストン・カントリー・クラブやヒューストニアン・ホテル・クラブ&スパの付近を流れる。
州間高速道路I-610よりも内側に入ると、バッファロー・バイユーはメモリアル・パークの南側を通り、一般市民が再びバイユーの河岸に近づけるようになる。リバー・オークス・カントリー・クラブやホッグ・バード・サンクチュアリ、バファロー公園の近くを通り、やがてバイユーはヒューストンのダウンタウンへとさしかかる。ホワイト・オークス・バイユーとの合流点であるアレンズ・ランディングはヒューストン発祥の地であり、ここにも公園が整備されている。バイユーはアレンズ・ランディングからさらに東へと流れ、イーストエンド地区を通り、ヒューストン港のヒューストン・シップ・チャネルへと続く。

## 歴史

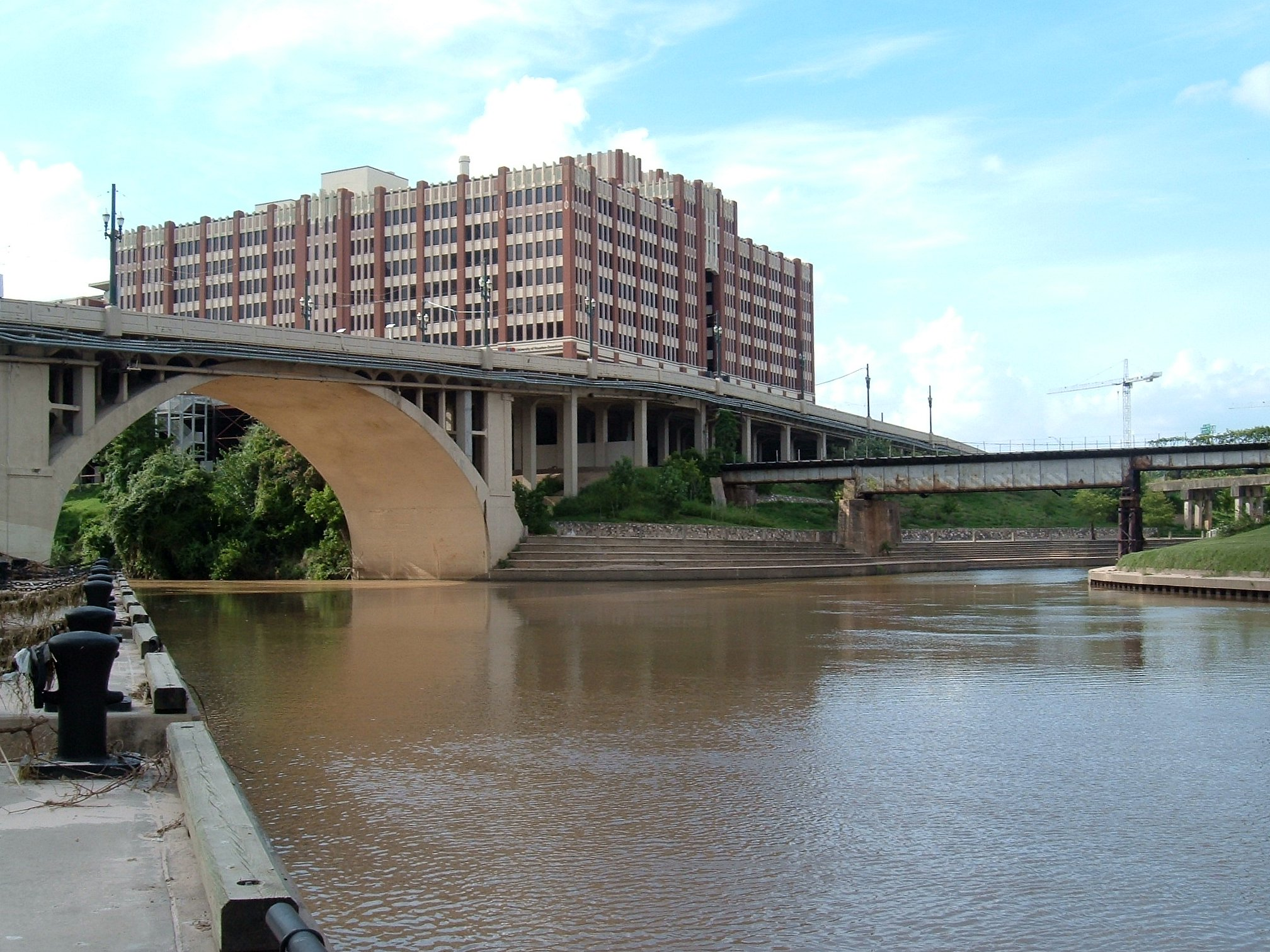
ヒューストン発祥の地、アレンズ・ランディングを流れるバッファロー・バイユー

バッファロー・バイユーはテキサス州の歴史において重要な川である。テキサス独立戦争においては、1836年4月、バッファロー・バイユーとサンジャシント川との合流点近くの河岸でサンジャシントの戦いが繰り広げられた。この戦闘において、サミュエル・ヒューストン率いるテキサス軍は決定的勝利を収め、テキサス共和国を独立に導いた。同じ年の8月、バッファロー・バイユーとホワイト・オーク・バイユーの合流点に降り立ったアレン兄弟はこの地に都市を建設し、サミュエル・ヒューストンから名を取ってヒューストンと名付けた。この合流点は、アレン兄弟が降り立った地、という意味のアレンズ・ランディングと呼ばれている。
もともとのヒューストン港は、現在は公園になっているこのアレンズ・ランディングのあたりにあった。このアレンズ・ランディングをはじめ、バッファロー・バイユーの河岸には初期のヒューストンの史跡や古い埠頭、港湾施設が数多く見られる。
1970年代頃から、ヒューストンの急激な都市化や産業の発展によって、バッファロー・バイユーの水質は悪化してきていた。しかし、2002年に「マスタープラン」と呼ばれる20ヵ年の再生事業計画が実行に移され、水質の浄化、および親水性の高い公園の整備が進められている。この再生事業にかかる費用は約8億ドルと見積もられている。この再生事業の成果も出始めており、バッファロー・バイユーではカヌーやカヤックを楽しむ人の姿も見られるようになった。

## 註
1. ↑  Kemp, Louis Wiltz. and Kilman, Ed. The Battle of San Jacinto and the San Jacinto Campaign. San Jacinto Museum of History Association. 1947年. Ed. McKeehan, Wallace L. The Sons of DeWitt Colony Texas. 1997年.
2. ↑  Kleiner, Diana J. Allen's Landing. The Handbook of Texas Online. Texas State Historical Association. 2005年2月3日.
3. ↑  Boniface, Russell. Down on the Blue Bayou - New waterfront park emphasizes revitalization of downtown Houston. AIArchitect. 2006年6月30日.